# Albion Örtengren
Frans Albion Viktor Örtengren, född 29 november 1854 i Torsåkers socken, Gävleborgs län, död 6 maj 1935 i Stockholm, var en svensk skådespelare.

## Biografi
Albion Örtengren var son till kaptenen vid Hälsinge regemente Sven Reinhold Örtengren och hans hustru Selma Lovisa Hedlund. Han var bror till John Örtengren.
Efter studentexamen 1873 fick han anställning som kammarskrivare vid Tullverket. Mellan 1875 och 1877 tog han teaterlektioner för Bertha Tammelin och balettmästaren Sigurd Lund. 1877 studerade han även cellospel vid Kungliga Musikaliska Akademien. Samma år engagerades han på Tammelins rekommendation vid Nya teatern. Han debuterade den 26 september som Adam Swinney i Heinrich Laubes Ståthållaren i Bengalen. Dagens Nyheters recensent skrev att Örtengren  spelade "med god uppfattning och en säkerhet som icke låter åskådaren ana debutanten. Hr Ö. erhöll ett par gånger kraftiga applåder inför öppen ridå." Redan den 3 november samma år spelade han sin första huvudroll, i Ludvig Holbergs Erasmus Montanus. Örtengren stannade vid Nya teatern i tre år. 1880 fick han anställning vid Stora Teatern i Göteborg, men redan året därpå var han tillbaka i Stockholm där han gjorde sin första roll vid Kungliga stora teatern den 25 maj 1881 som Knut Algotson i Bröllopet på Ulfåsa. Han var sedan de kungliga teatrarna trogen under resten av sin karriär.
1892–1893 samt 1898–1904 var han föreståndare vid Dramatens elevskola, från 1892 dessutom lärare i scenisk framställningskonst samt i deklamation och diktion.
Han gifte sig 16 november 1884 med sin kusin Selma Maria Örtengren, med vilken han fick sonen Sven Thomas. De är begravna på Norra begravningsplatsen utanför Stockholm.

## Utmärkelser
- Litteris et artibus, 1 december 1895
- Riddare av Vasaorden, 6 juni 1918

## Filmografi
- 1923 – Johan Ulfstjerna
- 1925 – Ingmarsarvet
- 1925 – Karl XII
- 1925 – Två konungar

## Teater
Bland hans många roller kan nämnas Tartuffe, Briquet i Nya garnisonen, Napoleon i Madame Sans-Gêne, Gregers Werle och Werle d. ä. i Vildanden, Antonio och Shylock i Köpmannen i Venedig, Angus i Under Stuarts fana, Pastor Manders i Gengångare, Gloster i Kung Lear, Peleaz i En kritikers debut, Castelnovo i Järn och blod, Krasinsky i Profpilen, Mikkelsen i Lynggaard & C:o, Hertig Alba i Egmont, Ludvig XI i Gringoire, Uriel i Uriel Acosta, Claudius i Hamlet och Pierre Huët i Fregattkaptenen.

### Roller (ej komplett)
| År   | Roll                                                | Produktion                                                                                | Regi          | Teater                      |
| ---- | --------------------------------------------------- | ----------------------------------------------------------------------------------------- | ------------- | --------------------------- |
| 1877 | Adam Swinney                                        | Ståthållaren i Bengalen Heinrich Laube                                                    |               | Nya teatern                 |
| 1877 | Erasmus Montanus                                    | Erasmus Montanus Ludvig Holberg                                                           |               | Nya teatern                 |
| 1877 | Näcken                                              | Urdur, eller Näckens dotter Thomas Overskou                                               |               | Nya teatern                 |
| 1878 | Lister, kontorist                                   | Inomhus Magdalene Thoresen                                                                |               | Nya teatern                 |
| 1878 |                                                     | Kärlek utan strumpor Johan Herman Wessel                                                  |               | Nya teatern                 |
| 1878 |                                                     | Instrumentmakaren från Cremona François Copée                                             |               | Nya teatern                 |
| 1878 |                                                     | Den hemlige agenten Friedrich Wilhelm Hackländer                                          |               | Nya teatern                 |
| 1878 |                                                     | Berthas piano Théodore Barrière och Jules Lorin                                           |               | Nya teatern                 |
| 1879 |                                                     | Grefve D'Aranda, eller Starka passioner Eugène Scribe                                     |               | Nya teatern                 |
| 1881 | Knut Algotson                                       | Bröllopet på Ulfåsa Frans Hedberg                                                         |               | Kungliga Dramatiska Teatern |
| 1889 | Lind                                                | Kärlekens komedi (Kjærlighedens Komedie) Henrik Ibsen                                     |               | Dramatiska Teatern          |
| 1890 | Artemi Philippovitsch Semljanika, hospitalssysloman | Revisorn (Ревизо́р, Revizór) Nikolaj Gogol                                                 |               | Dramatiska Teatern          |
| 1892 | Randall, vice konsul                                | Kära släkten (Den kjære Familie) Gustav Esmann                                            |               | Dramatiska Teatern          |
| 1894 | Antonio                                             | Trettondagsafton eller Hvad ni vill (Twelfth Night, or What You Will) William Shakespeare |               | Dramatiska Teatern          |
| 1898 | von Ramm, kammarjunkare                             | Gurli Petrus Holmiensis                                                                   |               | Dramatiska Teatern          |
| 1899 | Krack                                               | Damen från Ostende Oscar Blumenthal och Gustav Kadelburg                                  |               | Dramatiska Teatern          |
| 1899 | Didrik Slaghök                                      | Kung Kristian II Adolf Paul                                                               |               | Dramatiska Teatern          |
| 1899 | Savonarola                                          | Villa Careggi Fredrik Nycander                                                            |               | Dramatiska Teatern          |
| 1899 | Jöran Persson                                       | Karin Månsdotter Adolf Paul                                                               |               | Dramatiska Teatern          |
| 1900 | Abbén                                               | Brott och brott August Strindberg                                                         |               | Dramatiska Teatern          |
| 1900 | Pater Lorenzo                                       | Romeo och Julia William Shakespeare                                                       |               | Dramatiska Teatern          |
| 1900 | Kapten Sten                                         | Vid Breitenfeld Karl Alfred Melin                                                         |               | Dramatiska Teatern          |
| 1900 | Antonio                                             | Trettondagsafton William Shakespeare                                                      |               | Dramatiska Teatern          |
| 1900 | Hertigen                                            | Förvexlingarne William Shakespeare                                                        |               | Dramatiska Teatern          |
| 1900 | Ludvig XI                                           | Gringoire Théodore de Banville                                                            |               | Dramatiska Teatern          |
| 1900 | Russy                                               | Zaza Pierre Berton och Charles Simon                                                      |               | Dramatiska Teatern          |
| 1901 | Cauvelin d.ä.                                       | Familjeband Gaston Devore                                                                 |               | Dramatiska Teatern          |
| 1901 | Kapten de Castel-Jaloux                             | Cyrano de Bergerac Edmond Rostand                                                         |               | Dramatiska Teatern          |
| 1901 | Baron de Saint-Réault                               | Sällskap där man har tråkigt Édouard Pailleron                                            |               | Dramatiska Teatern          |
| 1901 | Jahia                                               | Kung Renés dotter Henrik Hertz                                                            |               | Dramatiska Teatern          |
| 1901 | Kardinalen                                          | Bianca Capello Per Hallström                                                              |               | Dramatiska Teatern          |
| 1901 | von Ramm                                            | Gurli Henrik Christiernson                                                                |               | Dramatiska Teatern          |
| 1902 | Leonato                                             | Mycket väsen för ingenting William Shakespeare                                            |               | Dramatiska Teatern          |
| 1902 | Cabriac                                             | Historiska slottet Alexandre Bisson                                                       |               | Dramatiska Teatern          |
| 1902 | Stenberg                                            | Monumentet Thore Blanche                                                                  |               | Dramatiska Teatern          |
| 1902 | Napoleon                                            | Madame Sans-Gêne Victorien Sardou och Émile Moreau                                        |               | Dramatiska Teatern          |
| 1902 | Görtz                                               | Karl XII August Strindberg                                                                |               | Dramatiska Teatern          |
| 1903 | Wigardt d.ä                                         | Guld och gröna skogar Tor Hedberg                                                         |               | Dramatiska Teatern          |
| 1903 | Rosani d.ä.                                         | Som blad för stormen Giuseppe Giacosa                                                     |               | Dramatiska Teatern          |
| 1904 | Andrea                                              | En venetiansk komedi Per Hallström                                                        |               | Dramatiska Teatern          |
| 1904 | Tigellinus                                          | Nero Fredrik Nycander                                                                     |               | Dramatiska Teatern          |
| 1904 | Pierre Huet                                         | Fregattkaptenen Frans Hedberg                                                             |               | Dramatiska Teatern          |
| 1905 | Rektor Mikkelsen                                    | Lynggaard & C:o Hjalmar Bergstrøm                                                         |               | Dramatiska Teatern          |
| 1906 | Friherre Karl von Wittinghof, statsminister         | Livets maskerad Ludwig Fulda                                                              |               | Dramatiska Teatern          |
| 1915 | Doktor Pinbrache                                    | Äventyret Gaston Arman de Caillavet och Robert de Flers                                   | Karl Hedberg  | Dramaten                    |
| 1919 | General von Trota                                   | Fanvakt Otto Rung                                                                         | Tor Hedberg   | Dramaten                    |
| 1920 | Ostermeier                                          | Markis von Keith Frank Wedekind                                                           | Karl Hedberg  | Dramaten                    |
| 1921 | Timur                                               | Turandot Carlo Gozzi                                                                      | Olof Molander | Dramaten                    |
| 1921 | Francis                                             | Hemkomsten Robert de Flers och Francis de Croisset                                        | Karl Hedberg  | Dramaten                    |
| 1921 | Pastor Köhler                                       | Svenskt folk Ivar Thor Thunberg                                                           | Gustaf Linden | Dramaten                    |
| 1921 | Orestes vårdare                                     | Elektra Hugo von Hofmannsthal                                                             | Tor Hedberg   | Dramaten                    |
| 1923 | Sir Marlow                                          | Värdshuset Råbocken Oliver Goldsmith                                                      | Olof Molander | Dramaten                    |
| 1925 | Doktorn                                             | Kameliadamen Alexandre Dumas d. y.                                                        | Olof Molander | Dramaten                    |
| 1927 | Kaptenen                                            | Ombord Prins Wilhelm                                                                      | Olof Molander | Dramaten                    |
| 1927 | Generalen                                           | Doktor Mirakel Robert de Flers och Franois de Croisset                                    | Karl Hedberg  | Dramaten                    |
| 1927 | Béralde                                             | Den inbillade sjuke Molière                                                               | Olof Molander | Dramaten                    |